# Tarenna uniflora
Tarenna uniflora är en måreväxtart som beskrevs av Anne-Marie Homolle. Tarenna uniflora ingår i släktet Tarenna och familjen måreväxter. Inga underarter finns listade i Catalogue of Life.